# BBC紋章
英國廣播公司紋章（英語：coat of arms of the BBC），自1927年3月啟用，該年BBC從民營企業改制為公共廣播，紋章代表BBC的宗旨和價值觀。現在除了儀式用途之外，該徽章很少使用。
徽章的頂部是一頭獅子，代表英國。獅子伸出的爪子抓住了閃電，代表廣播本身。徽章中央兩側的支撐物是鷹，中央則是有地球和七個六角星圖案的盾牌。地球代表BBC的業務範圍。六角星象徵公司的廣度，以及太陽系中地球以外的七個行星。徽章最下方是BBC的格言。

## 另見
- BBC標誌

## 外部連結
- BBC Corporate logo at TVARK: The Online Television Museum.
- 在BBC Online了解BBC Collection Archive – The BBC Story